# Гадюковый уж
Гадюковый уж (лат. Natrix maura) — вид змей из рода ужи. Распространён в юго-западной Европе и Северной Африке. Своё название получил из-за зигзагообразного рисунка на спине, напоминающий таковой у гадюк. Обитает в разнообразных водоёмах. Питается преимущественно рыбой и земноводными.

## Внешний вид

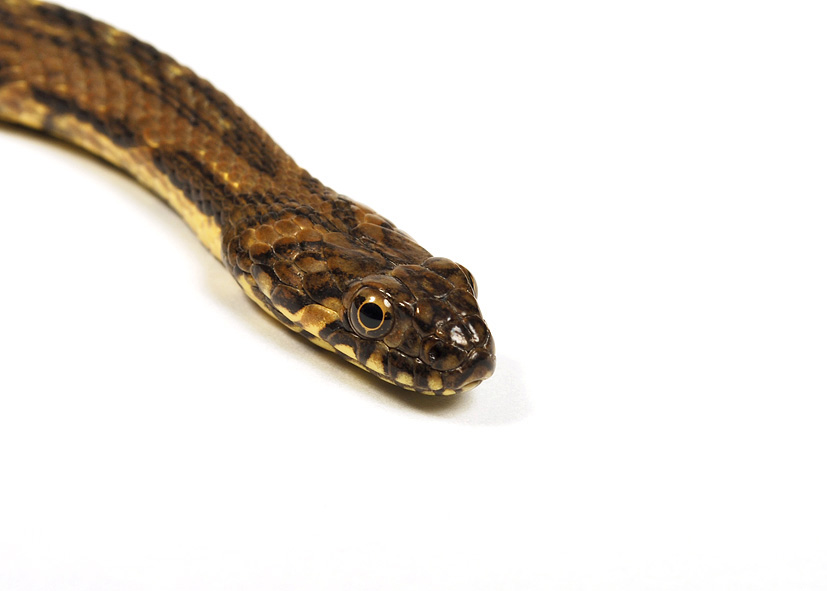
Голова гадюкового ужа

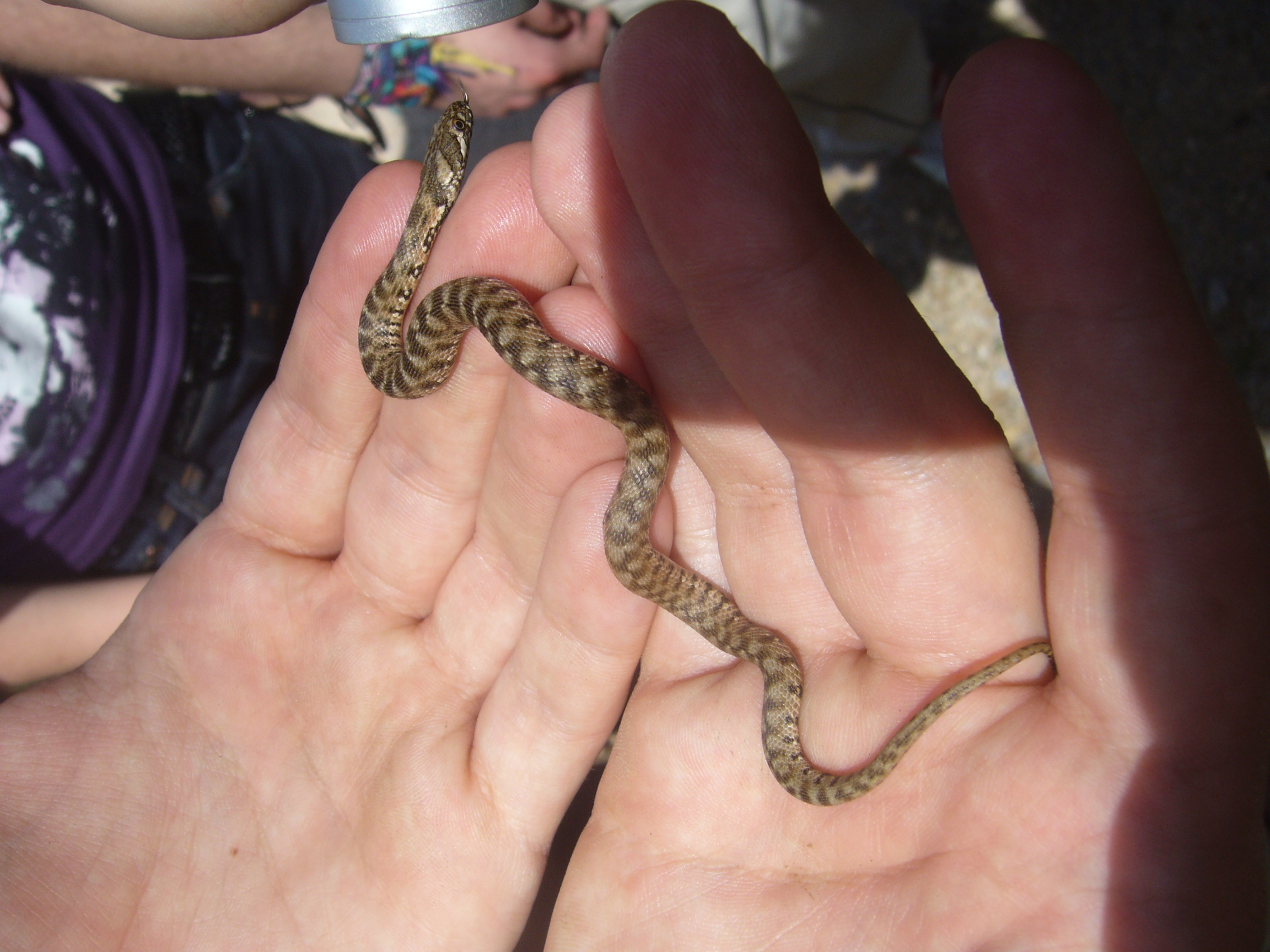
Молодой уж

Змея средних размеров, общая длина которой достигает около 85 см, реже около 1 м. Особи из популяции архипелага Сиес в Атлантическом океане могут вырастать до 1,25 м. Самки крупнее и тяжелее самцов и имеют более короткие хвосты. Половой диморфизм проявляется также в большем числе брюшных (на 2—3) и подхвостовых щитков (на 9—10) у самцов по сравнению с самками. Молодые ужи достаточно стройные, становясь толще с возрастом.
Голова заметно отделена от тела шейным перехватом. Зрачок круглый, окружён светлым кольцом. Предглазничных щитков 1—2, реже 3, заглазничных — 2, реже 3. Верхнегубных щитков 6—9, причём третий и четвёртый касаются глаза.  Спина покрыта сильно килеватыми (кроме чешуй, контактирующих с брюшными щитками) чешуйками, организованными в 21 ряд вокруг середины тела.
Как правило сверху оливково-зелёные, коричневые или сероватые. По центру спины проходят ряды чёрных пятен, расположенных в шахматном порядке. Часто они сливаются в зигзаг, напоминающий рисунок на спине гадюк. По бокам часто проходит ряд глазков. Иногда встречаются особи с двумя светлыми линиями по бокам спины (морфа bilineata) и меланисты. Верхнегубные щитки светлые и обрамлены чёрным. Брюшная сторона серая или желтоватая с чёрными пятнами. В природе известны меланисты и альбиносы.

## Распространение
Распространён в Западном Средиземноморье. В юго-западной Европе обитает на Пиренейском полуострове, во Франции к югу от Долины Луары, в северо-западной Италии и на крайнем юго-западе Швейцарии. Северная граница ареала примерно соответствует южным частям рек Сена, Марна и Об во французском регионе Франш-Конте и рекой Рона в Швейцарии. Интродуцирован на Сардинию, Менорку и Мальорку, на острова Йе и Олерон около Атлантического побережья Франции, остров Леван, а также на Корсику, хотя встречи там редки. В Северной Африке встречается на большей части Марокко, в северном Алжире, северном и центральном Тунисе, северо-западной Ливии, где на восток доходит до окрестностей города Таварга. На юге распространение ограничено Сахарой, хотя вид может встречаться в вади, солёных озёрах и других мелких водоёмах в пустыне. Наиболее южная популяция известна из окрестностей города Асса в Марокко (около 28° с. ш.). Чаще всего встречается на высоте 500—600 м над уровнем моря, реже до 1200 м. Самые высокогорные популяции известны из гор Сьерра-Невада на юге Испании (2050 м) и Высокого Атласа в Марокко (до 2600 м).

## Образ жизни

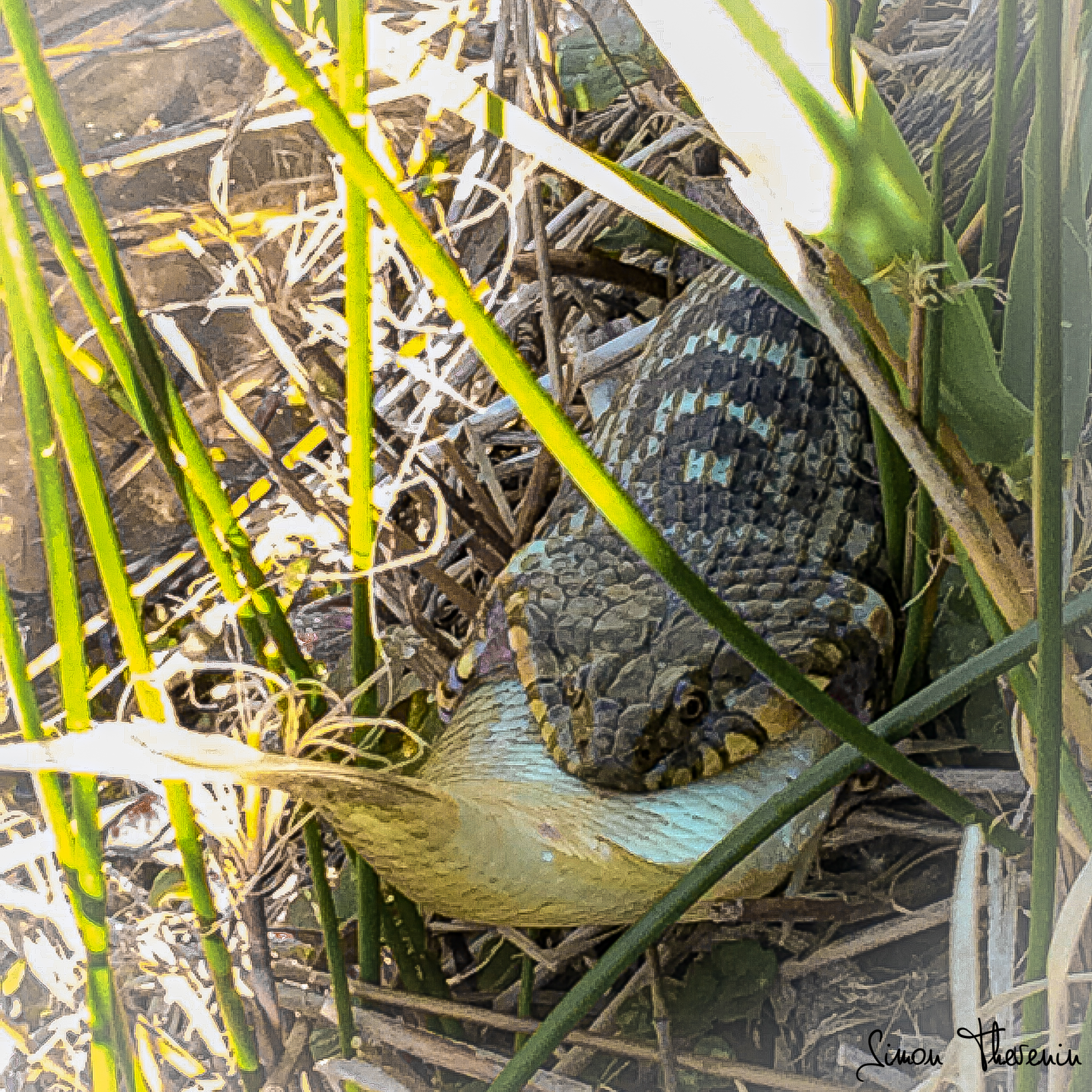
Гадюковый уж поедает рыбу

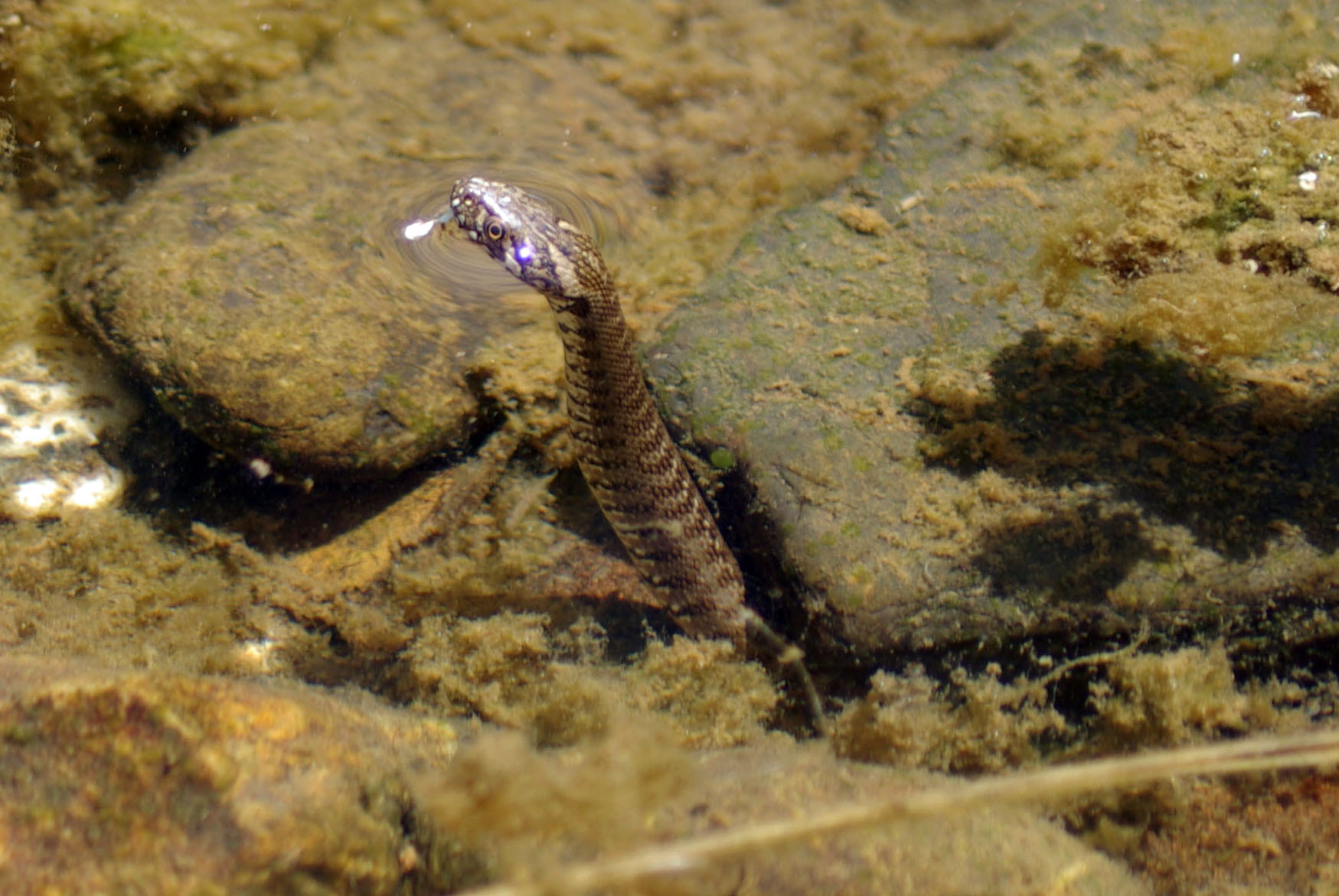
Охота гадюкового ужа

Занимает биотопы около водоёмов, почти всегда встречаясь около прудов, каналов, рек и озёр, где имеет высокую численность. Может обитать и в солоноватых водах, прибрежных болотах, на солончаках. Старается занимать более крупные водоёмы в местах симпатрии с другими видами ужей.
Питается преимущественно рыбой и земноводными, которых ищет, полагаясь на обоняние, зрение и осязание. Может охотиться из засады, зависая в воде и цепляясь хвостом за камень или корягу на дне. Будучи потревоженным, уплощает голову, которая приобретает треугольную форму, напоминающую форму головы гадюк.
Активен днём, хотя в южных частях ареала может переходить на ночную активность в жаркое время года. Зимняя спячка обычно длится с ноября по март, но на юге она может быть короче или отсутствовать в тёплые зимы.
В апреле и мае происходит спаривание. Как и у других представителей рода, во время копуляции гадюковые ужи могут формировать скопления из нескольких змей. В июле самки откладывают в среднем около 7 яиц (хотя известны случаи откладки до 24 яиц). Через 2 месяца из них выходят молодые особи.
Имеются сведения, что гадюковый уж может гибридизоваться с Natrix astreptophora и водяным ужом.

## Гадюковый уж и человек
Вид широко распространён и на большей части ареала имеет высокую численность, на основании чего Международным союзом охраны природы он признан «вызывающим наименьшие опасения». Тем не менее, в некоторых местах, в том числе в Швейцарии, вид считается исчезающим из-за изменения гидрологического режима рек и других водоёмов, снижении численности рыб и загрязнении воды. Включен в приложение III Бернской конвенции.
Часто гадюковые ужи становятся жертвами людей, принимающих их за гадюк. В Тунисе высушенных ужей продают туристам в качестве сувениров.

## Галерея

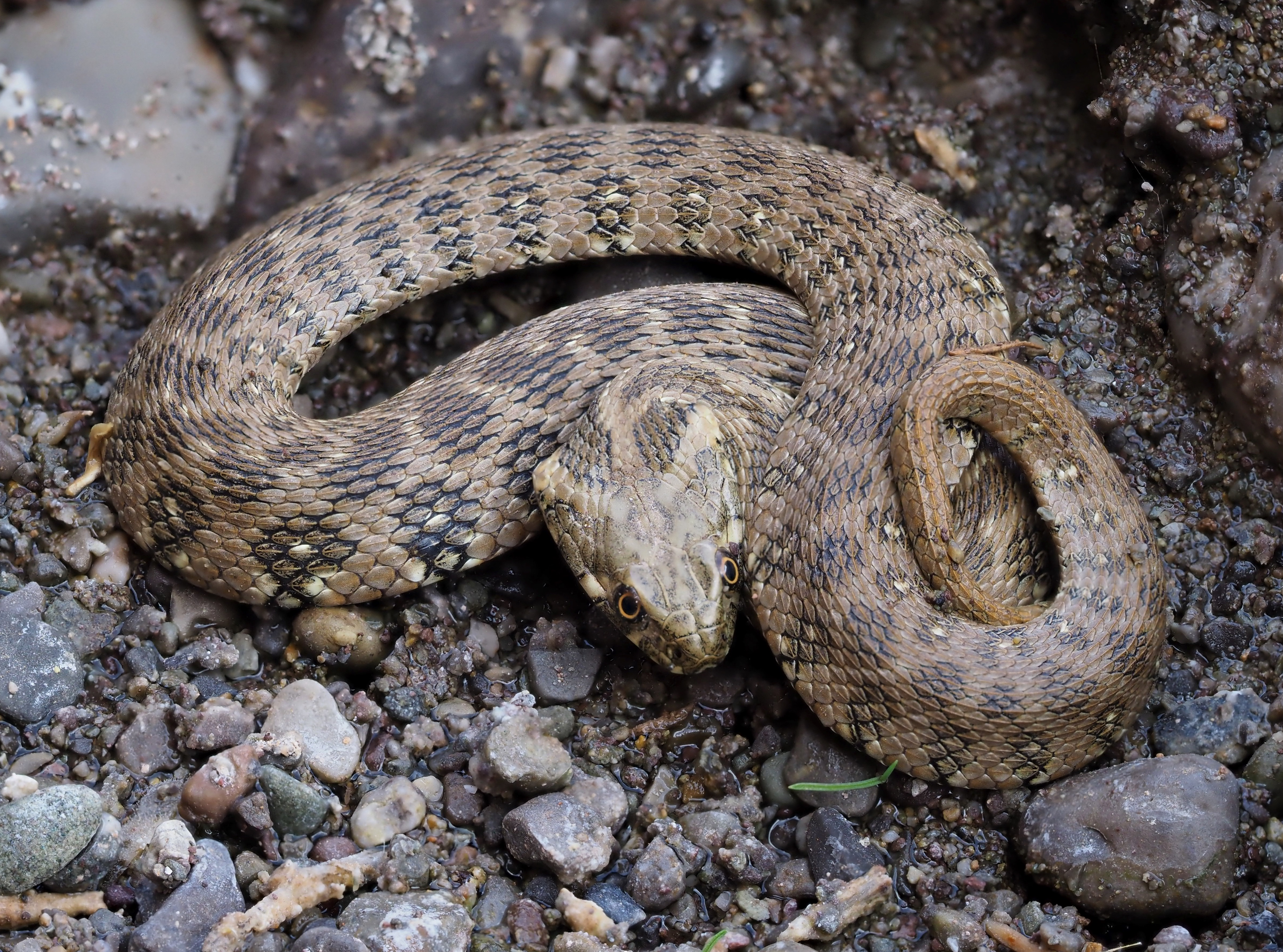